# 2000-es labdarúgó-Európa-bajnokság (selejtező – 3. csoport)
A 2000-es labdarúgó-Európa-bajnokság selejtezőjének 3. csoportjának mérkőzéseit tartalmazó lapja. A csoportban Németország, Törökország, Finnország, Észak-Írország és Moldova szerepelt. A csapatok körmérkőzéses, oda-visszavágós rendszerben játszottak egymással.
Németország kijutott a 2000-es labdarúgó-Európa-bajnokságra. Törökország pótselejtezőt játszott, amelyet megnyert és kijutott az Eb-re.

## Tabella
| Hely. | Csapat         | M | Gy | D | V | G+ | G– | Gk  | P  | Továbbjutás                           |     | Németország | Törökország | Finnország | Észak-Írország | Moldova |
| ----- | -------------- | - | -- | - | - | -- | -- | --- | -- | ------------------------------------- | --- | ----------- | ----------- | ---------- | -------------- | ------- |
| 1.    | Németország    | 8 | 6  | 1 | 1 | 20 | 4  | +16 | 19 | Kijutott a 2000-es Európa-bajnokságra |     | —           | 0–0         | 2–0        | 4–0            | 6–1     |
| 2.    | Törökország    | 8 | 5  | 2 | 1 | 15 | 6  | +9  | 17 | Pótselejtezőbe került                 |     | 1–0         | —           | 1–3        | 3–0            | 2–0     |
| 3.    | Finnország     | 8 | 3  | 1 | 4 | 13 | 13 | 0   | 10 |                                       |     | 1–2         | 2–4         | —          | 4–1            | 3–2     |
| 4.    | Észak-Írország | 8 | 1  | 2 | 5 | 4  | 19 | −15 | 5  |                                       | 0–3 | 0–3         | 1–0         | —          | 2–2            |         |
| 5.    | Moldova        | 8 | 0  | 4 | 4 | 7  | 17 | −10 | 4  |                                       | 1–3 | 1–1         | 0–0         | 0–0        | —              |         |

## Mérkőzések
| 1998. szeptember 5. |

| Finnország                              | 3–2               | Moldova       |
| --------------------------------------- | ----------------- | ------------- |
| Kolkka 8' Johansson 44' Paatelainen 63' | (2–2) Jegyzőkönyv | Oprea 10' 12' |

| Olimpiai Stadion, Helsinki Nézőszám: 18 717 Játékvezető: Graham Barber (angol) |

| 1998. szeptember 5. |

| Törökország              | 3–0               | Észak-Írország |
| ------------------------ | ----------------- | -------------- |
| Oktay 18' 58' Tayfur 50' | (1–0) Jegyzőkönyv |                |

| Ali Sami Yen Stadium, Isztambul Nézőszám: 19 840 Játékvezető: Ryszard Wójcik (lengyel) |

| 1998. október 10. |

| Észak-Írország | 1–0               | Finnország |
| -------------- | ----------------- | ---------- |
| Rowland 36'    | (1–0) Jegyzőkönyv |            |

| Windsor Park, Belfast Nézőszám: 10 002 Játékvezető: Zoran Arsić (jugoszláv) |

| 1998. október 10. |

| Törökország | 1–0               | Németország |
| ----------- | ----------------- | ----------- |
| Sukur 70'   | (0–0) Jegyzőkönyv |             |

| Atatürk Stadium, Bursa Nézőszám: 17 505 Játékvezető: Hugh Dallas (skót) |

| 1998. október 14. |

| Moldova  | 1–3               | Németország                  |
| -------- | ----------------- | ---------------------------- |
| Guzun 6' | (1–3) Jegyzőkönyv | Kirsten 19' 35' Bierhoff 38' |

| Stadionul Republican, Chișinău Nézőszám: 5400 Játékvezető: Juan Fernández Marín (spanyol) |

| 1998. október 14. |

| Törökország | 1–3               | Finnország                                  |
| ----------- | ----------------- | ------------------------------------------- |
| Ogün 74'    | (0–1) Jegyzőkönyv | Paatelainen 5' Johansson 51' Litmanen 90+6' |

| Ali Sami Yen Stadium, Isztambul Nézőszám: 20 420 Játékvezető: Václav Krondl (cseh) |

| 1998. november 18. |

| Észak-Írország       | 2–2               | Moldova                          |
| -------------------- | ----------------- | -------------------------------- |
| Dowie 49' Lennon 63' | (0–1) Jegyzőkönyv | Gaidamaşchuc 22' Testemiţanu 56' |

| Windsor Park, Belfast Nézőszám: 11 142 Játékvezető: Vladimír Hriňák (szlovák) |

| 1999. március 27. |

| Észak-Írország | 0–3               | Németország                     |
| -------------- | ----------------- | ------------------------------- |
|                | (0–2) Jegyzőkönyv | Bode 11' 43' Morrow 62' (öngól) |

| Windsor Park, Belfast Nézőszám: 14 270 Játékvezető: Graziano Cesari (olasz) |

| 1999. március 27. |

| Törökország          | 2–0               | Moldova |
| -------------------- | ----------------- | ------- |
| Şükür 34' Sergen 90' | (1–0) Jegyzőkönyv |         |

| Ali Sami Yen Stadium, Isztambul Nézőszám: 19 454 Játékvezető: Konrad Plautz (osztrák) |

| 1999. március 31. |

| Moldova | 0–0         | Észak-Írország |
| ------- | ----------- | -------------- |
|         | Jegyzőkönyv |                |

| Stadionul Republican, Chișinău Nézőszám: 9237 Játékvezető: Edo Trivković (horvát) |

| 1999. március 31. |

| Németország               | 2–0               | Finnország |
| ------------------------- | ----------------- | ---------- |
| Jeremies 31' Neuville 37' | (2–0) Jegyzőkönyv |            |

| Frankenstadion, Nürnberg Nézőszám: 40 758 Játékvezető: Sergei Khusainov (orosz) |

| 1999. június 4. |

| Németország                                         | 6–1               | Moldova       |
| --------------------------------------------------- | ----------------- | ------------- |
| Bierhoff 2' 56' 82' Kirsten 27' Bode 38' Scholl 71' | (3–0) Jegyzőkönyv | Stratulat 76' |

| BayArena, Leverkusen Nézőszám: 21 000 Játékvezető: Jorge Monteiro Coroado (portugál) |

| 1999. június 5. |

| Finnország                  | 2–4               | Törökország                  |
| --------------------------- | ----------------- | ---------------------------- |
| Tihinen 10' Paatelainen 14' | (2–2) Jegyzőkönyv | Tayfur 25' 84' Şükür 34' 87' |

| Olimpiai Stadion, Helsinki Nézőszám: 36 042 Játékvezető: Dick Jol (holland) |

| 1999. június 9. |

| Moldova | 0–0         | Finnország |
| ------- | ----------- | ---------- |
|         | Jegyzőkönyv |            |

| Stadionul Republican, Chișinău Nézőszám: 6100 Játékvezető: Florenzo Treossi (olasz) |

| 1999. szeptember 4. |

| Észak-Írország | 0–3               | Törökország      |
| -------------- | ----------------- | ---------------- |
|                | (0–1) Jegyzőkönyv | Arif 45' 46' 48' |

| Windsor Park, Belfast Nézőszám: 7270 Játékvezető: Alain Sars (francia) |

| 1999. szeptember 4. |

| Finnország | 1–2               | Németország     |
| ---------- | ----------------- | --------------- |
| Salli 63'  | (0–2) Jegyzőkönyv | Bierhoff 2' 17' |

| Olimpiai Stadion, Helsinki Nézőszám: 20 184 Játékvezető: Antonio Jesús Lõpez Nieto (spanyol) |

| 1999. szeptember 8. |

| Moldova      | 1–1               | Törökország |
| ------------ | ----------------- | ----------- |
| Iepureanu 3' | (1–0) Jegyzőkönyv | Tayfur 76'  |

| Stadionul Republican, Chișinău Nézőszám: 4500 Játékvezető: Andreas Schluchter (svájci) |

| 1999. szeptember 8. |

| Németország                   | 4–0               | Észak-Írország |
| ----------------------------- | ----------------- | -------------- |
| Bierhoff 2' Ziege 16' 33' 45' | (4–0) Jegyzőkönyv |                |

| Westfalenstadion, Dortmund Nézőszám: 41 000 Játékvezető: Georgios Bikas (görög) |

| 1999. október 9. |

| Finnország                             | 4–1               | Észak-Írország   |
| -------------------------------------- | ----------------- | ---------------- |
| Johansson 9' Hyypiä 63' Kolkka 73' 83' | (1–0) Jegyzőkönyv | Jeff Whitley 59' |

| Olimpiai Stadion, Helsinki Nézőszám: 8217 Játékvezető: Armand Ancion (belga) |

| 1999. október 9. |

| Németország | 0–0         | Törökország |
| ----------- | ----------- | ----------- |
|             | Jegyzőkönyv |             |

| Olimpiai Stadion, München Nézőszám: 63 572 Játékvezető: Pierluigi Collina (olasz) |